# Szwajcaria na Zimowych Igrzyskach Olimpijskich 2018
Szwajcaria na Zimowych Igrzyskach Olimpijskich 2018 – występ kadry sportowców reprezentujących Szwajcarię na igrzyskach olimpijskich w Pjongczangu w 2018 roku. W składzie znalazło się 167 zawodników: 97 mężczyzn i 70 kobiet. Był to szesnasty start reprezentacji Szwajcarii na zimowych igrzyskach olimpijskich.

## Statystyki według dyscyplin
| Lp.     | Dyscyplina            | Mężczyźni | Kobiety | Łącznie |
| ------- | --------------------- | --------- | ------- | ------- |
| 1       | Biathlon              | 5         | 5       | 10      |
| 2       | Biegi narciarskie     | 9         | 4       | 13      |
| 3       | Bobsleje              | 8         | 2       | 10      |
| 4       | Curling               | 6         | 5       | 11      |
| 5       | Hokej na lodzie       | 25        | 23      | 48      |
| 6       | Kombinacja norweska   | -         | 1       | 1       |
| 7       | Łyżwiarstwo figurowe  | -         | 1       | 1       |
| 8       | Łyżwiarstwo szybkie   | 1         | 1       | 2       |
| 9       | Narciarstwo alpejskie | 13        | 8       | 21      |
| 10      | Narciarstwo dowolne   | 15        | 7       | 22      |
| 11      | Saneczkarstwo         | -         | 1       | 1       |
| 12      | Skeleton              | -         | 1       | 1       |
| 13      | Skoki narciarskie     | 2         | -       | 2       |
| 14      | Snowboarding          | 12        | 12      | 24      |
| Łącznie | Łącznie               | 97        | 70      | 167     |

## Zdobyte medale
| Medal  | Zawodnik                                                                 | Dyscyplina            | Konkurencja                | Rezultat                                              | Data      |
| ------ | ------------------------------------------------------------------------ | --------------------- | -------------------------- | ----------------------------------------------------- | --------- |
| Złoto  | Dario Cologna                                                            | Biegi narciarskie     | Bieg na 15 km mężczyzn     | 33:43,9                                               | 16 lutego |
| Złoto  | Michelle Gisin                                                           | Narciarstwo alpejskie | superkombinacja kobiet     | 2:20,90                                               | 23 lutego |
| Złoto  | Denise Feierabend Wendy Holdener Luca Aerni Daniel Yule Ramon Zenhäusern | Narciarstwo alpejskie | zawody drużynowe           |                                                       | 24 lutego |
| Złoto  | Sarah Höfflin                                                            | Narciarstwo dowolne   | slopestyle kobiet          | 91,20 pkt                                             | 17 lutego |
| Złoto  | Nevin Galmarini                                                          | Snowboarding          | slalom równoległy mężczyzn |                                                       | 24 lutego |
| Srebro | Jenny Perret Martin Rios                                                 | Curling               | pary mieszane              | W finale ulegli reprezentacji Kanady                  | 13 lutego |
| Srebro | Ramon Zenhäusern                                                         | Narciarstwo alpejskie | slalom mężczyzn            | 1:39,33                                               | 22 lutego |
| Srebro | Beat Feuz                                                                | Narciarstwo alpejskie | supergigany mężczyzn       | 1:24,57                                               | 15 lutego |
| Srebro | Wendy Holdener                                                           | Narciarstwo alpejskie | slalom kobiet              | 1:38,68                                               | 14 lutego |
| Srebro | Mathilde Gremaud                                                         | Narciarstwo dowolne   | slopestyle kobiet          | 88,00 pkt                                             | 17 lutego |
| Srebro | Marc Bischofberger                                                       | Narciarstwo dowolne   | skicross mężczyzn          |                                                       | 21 lutego |
| Brąz   | Benoît Schwarz Claudio Pätz Peter de Cruz Valentin Tanner Dominik Märki  | Curling               | turniej mężczyzn           | W meczu o brązowy medal pokonali reprezentację Kanady | 25 lutego |
| Brąz   | Beat Feuz                                                                | Narciarstwo alpejskie | zjazd mężczyzn             | 1:40,43                                               | 11 lutego |
| Brąz   | Wendy Holdener                                                           | Narciarstwo alpejskie | superkombinacja kobiet     | 2:22,34                                               | 23 lutego |
| Brąz   | Fanny Smith                                                              | Narciarstwo dowolne   | skicross kobiet            |                                                       | 23 lutego |

## Skład kadry

### Biathlon
| Zawodnik                                                    | Konkurencja                  | Czas      | Kary | Pozycja | Źródło |
| ----------------------------------------------------------- | ---------------------------- | --------- | ---- | ------- | ------ |
| Serafin Wiestner                                            | Sprint mężczyzn              | 24:02,3   | 1    | 9.      | [ 1 ]  |
| Benjamin Weger                                              | Sprint mężczyzn              | 24:15,5   | 1    | 15.     | [ 1 ]  |
| Jeremy Finello                                              | Sprint mężczyzn              | 25:54,7   | 3    | 63.     | [ 1 ]  |
| Mario Dolder                                                | Sprint mężczyzn              | 25:54,8   | 5    | 64.     | [ 1 ]  |
| Benjamin Weger                                              | Bieg pościgowy mężczyzn      | 33:54,8   | 2    | 6.      | [ 2 ]  |
| Serafin Wiestner                                            | Bieg pościgowy mężczyzn      | 36:37,0   | 6    | 28.     | [ 2 ]  |
| Benjamin Weger                                              | Bieg indywidualny            | 48:52,4   | 1    | 6.      | [ 3 ]  |
| Jeremy Finello                                              | Bieg indywidualny            | 52:37,5   | 3    | 47.     | [ 3 ]  |
| Mario Dolder                                                | Bieg indywidualny            | 52:46,5   | 3    | 49.     | [ 3 ]  |
| Serafin Wiestner                                            | bieg ze startu wspólnego (m) | 38:00,9   | 3    | 24.     | [ 4 ]  |
| Benjamin Weger                                              | bieg ze startu wspólnego (m) | 38;10,5   | 5    | 27.     | [ 4 ]  |
| Serafin Wiestner Benjamin Weger Jeremy Finello Mario Dolder | Sztafeta 4 × 7,5 km (m)      | 1:23:06,1 | 5    | 15.     | [ 5 ]  |
| Irene Cadurisch                                             | Sprint kobiet                | 21:51,7   | 1    | 8.      | [ 6 ]  |
| Lena Häcki                                                  | Sprint kobiet                | 22:39,7   | 3    | 26.     | [ 6 ]  |
| Elisa Gasparin                                              | Sprint kobiet                | 22:52,4   | 2    | 31.     | [ 6 ]  |
| Selina Gasparin                                             | Sprint kobiet                | 23:18,4   | 4    | 41.     | [ 6 ]  |
| Lena Häcki                                                  | bieg pościgowy kobiet        | 32:16,8   | 3    | 8.      | [ 7 ]  |
| Irene Cadurisch                                             | bieg pościgowy kobiet        | 32:52,8   | 4    | 16.     | [ 7 ]  |
| Elisa Gasparin                                              | bieg pościgowy kobiet        | 34:11,2   | 5    | 35.     | [ 7 ]  |
| Selina Gasparin                                             | bieg pościgowy kobiet        | 34:40,2   | 5    | 39.     | [ 7 ]  |
| Elisa Gasparin                                              | Bieg indywidualny            | 43:22,4   | 1    | 8.      | [ 8 ]  |
| Lena Häcki                                                  | Bieg indywidualny            | 45:22,5   | 4    | 34.     | [ 8 ]  |
| Selina Gasparin                                             | Bieg indywidualny            | 48:07,4   | 5    | 65.     | [ 8 ]  |
| Aita Gasparin                                               | Bieg indywidualny            | 48:26,2   | 5    | 68.     | [ 8 ]  |
| Lena Häcki                                                  | bieg masowy kobiet           | 38:22,3   | 4    | 23.     | [ 9 ]  |
| Elisa Gasparin                                              | bieg masowy kobiet           | 39:21,0   | 5    | 27.     | [ 9 ]  |
| Irene Cadurisch                                             | bieg masowy kobiet           | 39:44,7   | 4    | 28.     | [ 9 ]  |
| Elisa Gasparin Lena Häcki Selina Gasparin Irene Cadurisch   | Sztafeta 4 × 6 km            | 1:12:46,9 | 0    | 6.      | [ 10 ] |
| Elisa Gasparin Lena Häcki Benjamin Wegerr Serafin Wiestner  | sztafeta mieszana            | 1:11:31,4 | 1    | 13.     | [ 11 ] |

### Biegi narciarskie
Mężczyźni
| Zawodnik                                             | Konkurencja        | Eliminacje | Eliminacje | Ćwierćfinał | Ćwierćfinał | Półfinał | Półfinał | Finał     | Finał   | Źródło |
| Zawodnik                                             | Konkurencja        | czas       | Pozycja    | czas        | Pozycja     | czas     | Pozycja  | czas      | Pozycja | Źródło |
| ---------------------------------------------------- | ------------------ | ---------- | ---------- | ----------- | ----------- | -------- | -------- | --------- | ------- | ------ |
| Dario Cologna                                        | Bieg na 15 km      | N/A        | N/A        | N/A         | N/A         | N/A      | N/A      | 33:43,9   | złoto   | [ 12 ] |
| Roman Furger                                         | Bieg na 15 km      | N/A        | N/A        | N/A         | N/A         | N/A      | N/A      | 34:56,3   | 12.     | [ 12 ] |
| Toni Livers                                          | Bieg na 15 km      | N/A        | N/A        | N/A         | N/A         | N/A      | N/A      | 36:14,5   | 34.     | [ 12 ] |
| Candide Pralong                                      | Bieg na 15 km      | N/A        | N/A        | N/A         | N/A         | N/A      | N/A      | 36:47,7   | 50.     | [ 12 ] |
| Dario Cologna                                        | Bieg na 30 km      | N/A        | N/A        | N/A         | N/A         | N/A      | N/A      | 1:16:45,1 | 6.      | [ 13 ] |
| Candide Pralong                                      | Bieg na 30 km      | N/A        | N/A        | N/A         | N/A         | N/A      | N/A      | 1:19:15,6 | 31.     | [ 13 ] |
| Jonas Baumann                                        | Bieg na 30 km      | N/A        | N/A        | N/A         | N/A         | N/A      | N/A      | 1:20:13,4 | 39.     | [ 13 ] |
| Toni Livers                                          | Bieg na 30 km      | N/A        | N/A        | N/A         | N/A         | N/A      | N/A      | 1:20:13,4 | 40.     | [ 13 ] |
| Dario Cologna                                        | Bieg na 50 km      | N/A        | N/A        | N/A         | N/A         | N/A      | N/A      | 2:12:43,2 | 9.      | [ 14 ] |
| Candide Pralong                                      | Bieg na 50 km      | N/A        | N/A        | N/A         | N/A         | N/A      | N/A      | 2:18:41,5 | 31.     | [ 14 ] |
| Ueli Schnider                                        | Bieg na 50 km      | N/A        | N/A        | N/A         | N/A         | N/A      | N/A      | 2:23:17,3 | 45.     | [ 14 ] |
| Jovian Hediger                                       | Sprint             | 3:15,86    | 17.        | 3:14,25     | 4.          | NQ       | NQ       | NQ        | NQ      | [ 15 ] |
| Ueli Schnider                                        | Sprint             | 3:19,47    | 39.        | NQ          | NQ          | NQ       | NQ       | NQ        | NQ      | [ 15 ] |
| Erwan Käser                                          | Sprint             | 3:22,48    | 50.        | NQ          | NQ          | NQ       | NQ       | NQ        | NQ      | [ 15 ] |
| Roman Furger Dario Cologna                           | Sprint drużynowy   | N/A        | N/A        | N/A         | N/A         | 16:10,52 | 6.       | NQ        | NQ      | [ 16 ] |
| Jonas Baumann Dario Cologna Toni Livers Roman Furger | Sztafeta 4 × 10 km | N/A        | N/A        | N/A         | N/A         | N/A      | N/A      | 1:38:01,4 | 11.     | [ 17 ] |

Kobiety
| Zawodnik                                                                         | Konkurencja       | Eliminacje | Eliminacje | Ćwierćfinał | Ćwierćfinał | Półfinał | Półfinał | Finał     | Finał   | Źródło        |
| Zawodnik                                                                         | Konkurencja       | czas       | Pozycja    | czas        | Pozycja     | czas     | Pozycja  | czas      | Pozycja | Źródło        |
| -------------------------------------------------------------------------------- | ----------------- | ---------- | ---------- | ----------- | ----------- | -------- | -------- | --------- | ------- | ------------- |
| Nathalie von Siebenthal                                                          | Bieg na 10 km     | N/A        | N/A        | N/A         | N/A         | N/A      | N/A      | 25:50,3   | 6.      | [ 18 ]        |
| Lydia Hiernickel                                                                 | Bieg na 10 km     | N/A        | N/A        | N/A         | N/A         | N/A      | N/A      | 28:33,4   | 49.     | [ 18 ]        |
| Nathalie von Siebenthal                                                          | Bieg na 15 km     | N/A        | N/A        | N/A         | N/A         | N/A      | N/A      | 41:02,5   | 6.      | [ 19 ]        |
| Nadine Fähndrich                                                                 | Bieg na 15 km     | N/A        | N/A        | N/A         | N/A         | N/A      | N/A      | 43:50,4   | 27.     | [ 19 ]        |
| Nathalie von Siebenthal                                                          | Bieg na 30 km     | N/A        | N/A        | N/A         | N/A         | N/A      | N/A      | 1:31:27,9 | 22.     | [ 20 ]        |
| Nadine Fähndrich                                                                 | Sprint            | 3:19,42    | 20.        | 3:14,82     | 3.          | NQ       | NQ       | NQ        | NQ      | [ 21 ] [ 22 ] |
| Laurien van der Graaff                                                           | Sprint            | 3:19,62    | 21.        | 3:12,15     | 2.          | 3:15,65  | 5.       | NQ        | NQ      | [ 21 ] [ 22 ] |
| Nadine Fähndrich Laurien van der Graaff                                          | Sprint drużynowy  | N/A        | N/A        | N/A         | N/A         | 16:39,83 | 2.       | 16:17,79  | 4.      | [ 23 ]        |
| Laurien van der Graaff Nadine Fähndrich Nathalie von Siebenthal Lydia Hiernickel | Sztafeta 4 × 5 km | N/A        | N/A        | N/A         | N/A         | N/A      | N/A      | 53:15,8   | 7.      | [ 24 ]        |

### Bobsleje
| Zawodnicy                                               | Konkurencja     | Ślizg 1 | Ślizg 1 | Ślizg 2 | Ślizg 2 | Ślizg 3 | Ślizg 3 | Ślizg 4 | Ślizg 4 | Łącznie | Pozycja | Źródło                             |
| Zawodnicy                                               | Konkurencja     | Czas    | Miejsce | Czas    | Miejsce | Czas    | Miejsce | Czas    | Miejsce | Łącznie | Pozycja | Źródło                             |
| ------------------------------------------------------- | --------------- | ------- | ------- | ------- | ------- | ------- | ------- | ------- | ------- | ------- | ------- | ---------------------------------- |
| Rico Peter Simon Friedli                                | Dwójki mężczyzn | 49,72   | 16.     | 49,53   | 9.      | 49,52   | 10.     | 49,49   | 9.      | 3:18,26 | 11.     | [ 25 ]                             |
| Clemens Bracher Michael Kuonen                          | Dwójki mężczyzn | 49,73   | 17.     | 49,90   | 19.     | 49,64   | 16.     | 49,56   | 10.     | 3:18,83 | 16.     | [ 25 ]                             |
| Rico Peter Thomas Amrhein Simon Friedli Michael Kuonen  | Czwórki         | 49,05   | 8.      | 49,16   | 2.      | 48,87   | 2.      | 49,51   | 1.      | 3:16,59 | 4.      | [ 26 ] [ 27 ] [ 28 ] [ 29 ] [ 30 ] |
| Clemens Bracher Alain Knuser Martin Meier Fabio Badraun | Czwórki         | 49,06   | 9.      | 49,54   | 16.     | 49,59   | 16.     | 49,72   | 14.     | 3:17,91 | 14.     | [ 26 ] [ 27 ] [ 28 ] [ 29 ] [ 30 ] |
| Sabina Hafner Rahel Rebsamen                            | Dwójki kobiet   | 50,86   | 8.      | 51,16   | 10.     | 51,07   | 9.      | 51,21   | 9.      | 3:24,30 | 9.      | [ 31 ]                             |

### Curling
| Drużyna                                                                                | Konkurencja            | Faza grupowa          | Faza grupowa            | Faza grupowa            | Faza grupowa     | Faza grupowa     | Faza grupowa           | Faza grupowa          | Faza grupowa           | Faza grupowa            | Faza grupowa | Tie-breaker           | Półfinały             | Finał/3.miejsce  | Pozycja | Źródło |
| Drużyna                                                                                | Konkurencja            | Przeciwnik Wynik      | Przeciwnik Wynik        | Przeciwnik Wynik        | Przeciwnik Wynik | Przeciwnik Wynik | Przeciwnik Wynik       | Przeciwnik Wynik      | Przeciwnik Wynik       | Przeciwnik Wynik        | Pozycja      | Przeciwnik Wynik      | Przeciwnik Wynik      | Przeciwnik Wynik | Pozycja | Źródło |
| -------------------------------------------------------------------------------------- | ---------------------- | --------------------- | ----------------------- | ----------------------- | ---------------- | ---------------- | ---------------------- | --------------------- | ---------------------- | ----------------------- | ------------ | --------------------- | --------------------- | ---------------- | ------- | ------ |
| Silvana Tirinzoni Esther Neuenschwander Manuela Siegrist Marlene Albrecht Jenny Perret | Turniej kobiet         | Chiny · 2:7           | Stany Zjednoczone · 6:5 | Korea Południowa · 5:7  | Szwecja · 7:8    | Kanada · 8:10    | Sportowcy z Rosji 11:2 | Wielka Brytania · 7:8 | Dania · 6:4            | Japonia · 8:4           | 7.           | NQ                    | NQ                    | NQ               | 7.      | [ 32 ] |
| Benoît Schwarz Claudio Pätz Peter de Cruz Valentin Tanner Dominik Märki                | turniej mężczyzn       | Wielka Brytania · 5:6 | Włochy · 4:7            | Dania · 9:7             | Japonia · 6:5    | Norwegia · 7:5   | Kanada · 8:6           | Szwecja · 10:3        | Korea Południowa · 7:8 | Stany Zjednoczone · 4:8 | 4.           | Wielka Brytania · 9:5 | Szwecja · 3:9         | Kanada · 7:5     | brąz    | [ 32 ] |
| Jenny Perret Martin Rios                                                               | turniej par mieszanych | Chiny · 7:5           | Finlandia · 7:6         | Stany Zjednoczone · 9:4 | Norwegia · 5:6   | Kanada · 2:7     | Korea Południowa · 6:4 | Sportowcy z Rosji 9:8 | N/A                    | N/A                     | 2.           | N/A                   | Sportowcy z Rosji 7:5 | Kanada · 3:10    | srebro  | [ 32 ] |

### Hokej na lodzie
Turniej mężczyzn
Reprezentacja mężczyzn
| - Leonardo Genoni - Jonas Hiller - Tobias Stephan - Eric Blum - Raphael Diaz - Felicien Du Bois - Philippe Furrer - Patrick Geering - Romain Loeffel - Dominik Schlumpf - Ramon Untersander - Cody Almond - Andres Ambühl |  | - Simon Bodenmann - Enzo Corvi - Gaëtan Haas - Fabrice Herzog - Denis Hollenstein - Simon Moser - Vincent Praplan - Thomas Rufenacht - Reto Schäppi - Tristan Scherwey - Pius Suter - Joel Vermin |

| Drużyna    | Konkurencja | Faza grupowa     | Faza grupowa         | Faza grupowa     | Faza grupowa | Runda kwalifikacyjna | Ćwierćfinały     | Półfinały        | Finał            | Pozycja | Źródło |
| Drużyna    | Konkurencja | Przeciwnik Wynik | Przeciwnik Wynik     | Przeciwnik Wynik | Pozycja      | Przeciwnik Wynik     | Przeciwnik Wynik | Przeciwnik Wynik | Przeciwnik Wynik | Pozycja | Źródło |
| ---------- | ----------- | ---------------- | -------------------- | ---------------- | ------------ | -------------------- | ---------------- | ---------------- | ---------------- | ------- | ------ |
| Szwajcaria | mężczyźni   | Kanada 1:5       | Korea Południowa 0:8 | Czechy 1:4       | 3.           | Niemcy 1:2           | NQ               | NQ               | NQ               | NQ      | [ 33 ] |

Turniej kobiet
Reprezentacja kobiet
| - Janine Alder - Andrea Brändli - Florence Schelling - Nicole Gass - Shannon Sigrist - Sabrina Zollinger - Christine Meier - Laura Benz - Livia Altmann - Nicole Bullo - Stefanie Wetli - Sarah Forster |  | - Lara Stalder - Lisa Rüedi - Sara Benz - Evelina Raselli - Monika Waidacher - Nina Waidacher - Tess Allemann - Isabel Waidacher - Alina Müller - Dominique Rüegg - Phoebe Stänz |

| Drużyna    | Konkurencja | Faza grupowa     | Faza grupowa     | Faza grupowa     | Faza grupowa | Ćwierćfinały              | Mecz o miejsca 5-8 | Mecz o 5.miejsce | Pozycja | Źródło |
| Drużyna    | Konkurencja | Przeciwnik Wynik | Przeciwnik Wynik | Przeciwnik Wynik | Pozycja      | Przeciwnik Wynik          | Przeciwnik Wynik   | Przeciwnik Wynik | Pozycja | Źródło |
| ---------- | ----------- | ---------------- | ---------------- | ---------------- | ------------ | ------------------------- | ------------------ | ---------------- | ------- | ------ |
| Szwajcaria | kobiety     | Korea 8:0        | Japonia 3:1      | Szwecja 1:2      | 1.           | Olimpijczycy rosyjscy 2:6 | Korea 2:0          | Japonia 1:0      | 5.      | [ 33 ] |

### Kombinacja norweska
| Zawodnik | Konkurencja             | Skoki narciarskie | Skoki narciarskie | Skoki narciarskie | Skoki narciarskie | Bieg narciarski | Bieg narciarski | Bieg narciarski | Strata   | Pozycja | Źródło        |
| Zawodnik | Konkurencja             | Odległość         | Nota              | Pozycja           | Strata czasowa    | Czas biegu      | Pozycja         | Czas łączny     | Strata   | Pozycja | Źródło        |
| -------- | ----------------------- | ----------------- | ----------------- | ----------------- | ----------------- | --------------- | --------------- | --------------- | -------- | ------- | ------------- |
| Tim Hug  | skocznia normalna/10 km | 97,0              | 90,9              | 26.               | + 2:39            | 24:59,4         | 25.             | 27:38,4         | + 2:47,0 | 27.     | [ 34 ] [ 35 ] |
| Tim Hug  | skocznia duża/10 km     | 117,5             | 104,6             | 27.               | + 2:17            | 24:23,5         | 30.             | 26:40,5         | + 2:48,0 | 24.     | [ 36 ] [ 37 ] |

### Łyżwiarstwo figurowe
| Zawodnik        | Konkurencja | Program krótki | Program krótki | Program dowolny | Program dowolny | Łączna nota | Pozycja | Źródło |
| Zawodnik        | Konkurencja | Nota           | Pozycja        | Nota            | Pozycja         | Łączna nota | Pozycja | Źródło |
| --------------- | ----------- | -------------- | -------------- | --------------- | --------------- | ----------- | ------- | ------ |
| Alexia Paganini | solistki    | 55,26          | 19.            | 101,00          | 22.             | 156,26      | 21.     | [ 38 ] |

### Łyżwiarstwo szybkie
| Zawodnik     | Konkurencja     | Czas    | Miejsce | Źródło |
| ------------ | --------------- | ------- | ------- | ------ |
| Livio Wenger | 1500 m mężczyzn | 1:47,76 | 25.     | [ 39 ] |
| Livio Wenger | 5000 m mężczyzn | 6:24,16 | 17.     | [ 40 ] |

| Zawodnik     | Konkurencja          | Ćwierćfinał | Ćwierćfinał | Półfinał   | Półfinał | Finał      | Finał   | Pozycja | Źródło |
| Zawodnik     | Konkurencja          | Przeciwnik  | Czas        | Przeciwnik | Czas     | Przeciwnik | Czas    | Pozycja | Źródło |
| ------------ | -------------------- | ----------- | ----------- | ---------- | -------- | ---------- | ------- | ------- | ------ |
| Livio Wenger | bieg masowy mężczyzn | N/A         | N/A         | -          | 8:17,17  | -          | 8:13,08 | 4.      | [ 41 ] |
| Ramona Härdi | bieg masowy kobiet   | N/A         | N/A         | -          | 2:49,59  | NQ         | NQ      | NQ      | [ 41 ] |

### Narciarstwo alpejskie
| Zawodnik          | Konkurencja         | 1 przejazd | 1 przejazd | 2 przejazd | 2 przejazd | Łącznie | Łącznie | Źródło |
| Zawodnik          | Konkurencja         | Czas       | Pozycja    | Czas       | Pozycja    | Czas    | Pozycja | Źródło |
| ----------------- | ------------------- | ---------- | ---------- | ---------- | ---------- | ------- | ------- | ------ |
| Beat Feuz         | zjazd (m)           | N/A        | N/A        | N/A        | N/A        | 1:40,43 | brąz    | [ 42 ] |
| Mauro Caviezel    | zjazd (m)           | N/A        | N/A        | N/A        | N/A        | 1:41,86 | 13.     | [ 42 ] |
| Marc Gisin        | zjazd (m)           | N/A        | N/A        | N/A        | N/A        | 1:42,82 | 21.     | [ 42 ] |
| Gilles Roulin     | zjazd (m)           | N/A        | N/A        | N/A        | N/A        | 1:43,88 | 33.     | [ 42 ] |
| Beat Feuz         | supergigant (m)     | N/A        | N/A        | N/A        | N/A        | 1:24,57 | srebro  | [ 43 ] |
| Gilles Roulin     | supergigant (m)     | N/A        | N/A        | N/A        | N/A        | 1:26,20 | 21.     | [ 43 ] |
| Thomas Tumler     | supergigant (m)     | N/A        | N/A        | N/A        | N/A        | 1:26,52 | 26.     | [ 43 ] |
| Mauro Caviezel    | supergigant (m)     | N/A        | N/A        | N/A        | N/A        | DNF     | DNF     | [ 43 ] |
| Loïc Meillard     | slalom gigant (m)   | 1:09,77    | 12.        | 1:10,68    | 17.        | 2:20,45 | 9.      | [ 44 ] |
| Gino Caviezel     | slalom gigant (m)   | 1:09,99    | 13.        | 1:11,26    | 24.        | 2:21,25 | 15.     | [ 44 ] |
| Luca Aerni        | slalom gigant (m)   | 1:11,40    | 26.        | 1:10,22    | 7.         | 2:21,62 | 19.     | [ 44 ] |
| Justin Murisier   | slalom gigant (m)   | DNF        | DNF        | DNF        | DNF        | DNF     | DNF     | [ 44 ] |
| Ramon Zenhäusern  | slalom (m)          | 48,66      | 9.         | 50,67      | 2.         | 1:39,33 | srebro  | [ 45 ] |
| Daniel Yule       | slalom (m)          | 48,88      | 11.        | 51,24      | 13.        | 1:40,12 | 8.      | [ 45 ] |
| Loïc Meillard     | slalom (m)          | 49,63      | 19.        | 50,69      | 3.         | 1:40,32 | 14.     | [ 45 ] |
| Luca Aerni        | slalom (m)          | NQ         | NQ         | NQ         | NQ         | NQ      | NQ      | [ 45 ] |
| Luca Aerni        | superkombinacja (m) | 1:21,34    | 25.        | 48,18      | 11.        | 2:09,52 | 11.     | [ 46 ] |
| Mauro Caviezel    | superkombinacja (m) | 1:20,47    | 11.        | 49,13      | 18.        | 2:09,60 | 12.     | [ 46 ] |
| Carlo Janka       | superkombinacja (m) | 1:20,58    | 14.        | 49,22      | 20.        | 2:09,80 | 15.     | [ 46 ] |
| Justin Murisier   | superkombinacja (m) | 1:21,58    | 30.        | DNF        | DNF        | DNF     | DNF     | [ 46 ] |
| Corinne Suter     | zjazd (k)           | N/A        | N/A        | N/A        | N/A        | 1:40,29 | 6.      | [ 47 ] |
| Michelle Gisin    | zjazd (k)           | N/A        | N/A        | N/A        | N/A        | 1:40,55 | 8.      | [ 47 ] |
| Lara Gut          | zjazd (k)           | N/A        | N/A        | N/A        | N/A        | DNF     | DNF     | [ 47 ] |
| Jasmine Flury     | zjazd (k)           | N/A        | N/A        | N/A        | N/A        | DNF     | DNF     | [ 47 ] |
| Lara Gut          | supergigant (k)     | N/A        | N/A        | N/A        | N/A        | 1:21,23 | 4.      | [ 48 ] |
| Michelle Gisin    | supergigant (k)     | N/A        | N/A        | N/A        | N/A        | 1:21,57 | 9.      | [ 48 ] |
| Corinne Suter     | supergigant (k)     | N/A        | N/A        | N/A        | N/A        | 1:22,24 | 17.     | [ 48 ] |
| Jasmine Flury     | supergigant (k)     | N/A        | N/A        | N/A        | N/A        | 1:23,30 | 27.     | [ 48 ] |
| Wendy Holdener    | slalom gigant (k)   | 1:11,92    | 13.        | 1:09,35    | 6.         | 2:21,27 | 9.      | [ 49 ] |
| Simone Wild       | slalom gigant (k)   | 1:13,52    | 22.        | 1:13,23    | 33.        | 2:26,75 | 28.     | [ 49 ] |
| Lara Gut          | slalom gigant (k)   | DNF        | DNF        | DNF        | DNF        | DNF     | DNF     | [ 49 ] |
| Wendy Holdener    | slalom (k)          | 48,89      | 1.         | 49,79      | 5.         | 1:38,68 | srebro  | [ 50 ] |
| Denise Feierabend | slalom (k)          | 51,93      | 24.        | 49,80      | 6.         | 1:41,73 | 14.     | [ 50 ] |
| Michelle Gisin    | slalom (k)          | 51,43      | 18.        | 50,42      | 12.        | 1:41,85 | 16.     | [ 50 ] |
| Michelle Gisin    | superbombinacja (k) | 1:40,14    | 3.         | 40,76      | 4.         | 2:20,90 | złoto   | [ 51 ] |
| Wendy Holdener    | superbombinacja (k) | 1:42,11    | 10.        | 40,23      | 1.         | 2:22,34 | brąz    | [ 51 ] |
| Denise Feierabend | superbombinacja (k) | 1:43,04    | 17.        | 40,90      | 5.         | 2:23,94 | 9.      | [ 51 ] |

| Zawodnik                                                                 | Konkurencja | 1/8 finału       | Ćwierćfinał      | Półfinał          | Finał             | Źródło |
| Zawodnik                                                                 | Konkurencja | Przeciwnik Wynik | Przeciwnik Wynik | Przeciwnik Wynik  | Przeciwnik Wynik  | Źródło |
| ------------------------------------------------------------------------ | ----------- | ---------------- | ---------------- | ----------------- | ----------------- | ------ |
| Denise Feierabend Wendy Holdener Luca Aerni Daniel Yule Ramon Zenhäusern | drużynowo   | Węgry · W (4:0)  | Niemcy · W (2:2) | Francja · W (3:1) | Austria · W (3:1) | [ 53 ] |

### Narciarstwo dowolne
Skoki akrobatyczne
| Zawodnicy     | Konkurencja                 | Kwalifikacje | Kwalifikacje | Kwalifikacje | Kwalifikacje | Finał  | Finał   | Finał  | Finał   | Finał  | Finał   | Źródło        |
| Zawodnicy     | Konkurencja                 | Skok 1       | Skok 1       | Skok 2       | Skok 2       | Skok 1 | Skok 1  | Skok 2 | Skok 2  | Skok 3 | Skok 3  | Źródło        |
| Zawodnicy     | Konkurencja                 | Punkty       | Miejsce      | Punkty       | Miejsce      | Punkty | Miejsce | Punkty | Miejsce | Punkty | Miejsce | Źródło        |
| ------------- | --------------------------- | ------------ | ------------ | ------------ | ------------ | ------ | ------- | ------ | ------- | ------ | ------- | ------------- |
| Dimitri Isler | skoki akrobatyczne mężczyzn | 123,98       | 7.           | 88,94        | 3.           | 97,79  | 12.     | NQ     | NQ      | NQ     | NQ      | [ 54 ] [ 55 ] |
| Noe Roth      | skoki akrobatyczne mężczyzn | 116,06       | 13.          | 116,64       | 10.          | NQ     | NQ      | NQ     | NQ      | NQ     | NQ      | [ 54 ] [ 55 ] |
| Mischa Gasser | skoki akrobatyczne mężczyzn | 113,72       | 14.          | 121,72       | 6.           | 99,12  | 11.     | NQ     | NQ      | NQ     | NQ      | [ 54 ] [ 55 ] |
| Nicolas Gygax | skoki akrobatyczne mężczyzn | 88,29        | 20.          | 88,92        | 17.          | NQ     | NQ      | NQ     | NQ      | NQ     | NQ      | [ 54 ] [ 55 ] |

Jazda po muldach
| Zawodnicy       | Konkurencja             | Kwalifikacje | Kwalifikacje | Kwalifikacje | Kwalifikacje | Kwalifikacje | Kwalifikacje | Finał      | Finał      | Finał      | Finał      | Finał      | Finał      | Finał      | Finał      | Finał      | Źródło        |
| Zawodnicy       | Konkurencja             | Przejazd 1   | Przejazd 1   | Przejazd 1   | Przejazd 2   | Przejazd 2   | Przejazd 2   | Przejazd 1 | Przejazd 1 | Przejazd 1 | Przejazd 2 | Przejazd 2 | Przejazd 2 | Przejazd 3 | Przejazd 3 | Przejazd 3 | Źródło        |
| Zawodnicy       | Konkurencja             | Czas         | Punkty       | Miejsce      | Czas         | Punkty       | Miejsce      | Czas       | Punkty     | Miejsce    | Czas       | Punkty     | Miejsce    | Czas       | Punkty     | Miejsce    | Źródło        |
| --------------- | ----------------------- | ------------ | ------------ | ------------ | ------------ | ------------ | ------------ | ---------- | ---------- | ---------- | ---------- | ---------- | ---------- | ---------- | ---------- | ---------- | ------------- |
| Deborah Scanzio | jazda po muldach kobiet | 30,82        | 66,38        | 21.          | 31,29        | 69,02        | 11.          | NQ         | NQ         | NQ         | NQ         | NQ         | NQ         | NQ         | NQ         | NQ         | [ 56 ] [ 57 ] |

Skicross
| Zawodnicy          | Konkurencja       | Rozstawienie | Rozstawienie | 1/8 finału | Ćwierćfinał | Półfinał | Finał   | Finał   | Źródło               |
| Zawodnicy          | Konkurencja       | Czas         | Miejsce      | Pozycja    | Pozycja     | Pozycja  | Pozycja | Miejsce | Źródło               |
| ------------------ | ----------------- | ------------ | ------------ | ---------- | ----------- | -------- | ------- | ------- | -------------------- |
| Alex Fiva          | skicross mężczyzn | 1:08,74      | 1.           | 1.         | 3.          | NQ       | NQ      | NQ      | [ 58 ] [ 59 ] [ 60 ] |
| Armin Niederer     | skicross mężczyzn | 1:09,46      | 4.           | 1.         | 1.          | 3.       | 1.      | 5.      | [ 58 ] [ 59 ] [ 60 ] |
| Marc Bischofberger | skicross mężczyzn | 1:09,99      | 9.           | 1.         | 2.          | 2.       | 2.      | srebro  | [ 58 ] [ 59 ] [ 60 ] |
| Jonas Lenherr      | skicross mężczyzn | 1:10,12      | 13.          | 2.         | 4.          | NQ       | NQ      | NQ      | [ 58 ] [ 59 ] [ 60 ] |
| Fanny Smith        | skicross kobiet   | 1:13,90      | 5.           | 1.         | 1.          | 2.       | 3.      | brąz    | [ 61 ]               |
| Sanna Lüdi         | skicross kobiet   | 1:15,13      | 10.          | 2.         | 2.          | 3.       | 3.      | 7.      | [ 61 ]               |
| Talina Gantenbein  | skicross kobiet   | 1:15,97      | 16.          | 2.         | 3.          | NQ       | NQ      |         | [ 61 ]               |
| Priscillia Annen   | skicross kobiet   | 2:30,03      | 23.          | 3.         | NQ          | NQ       | NQ      |         | [ 61 ]               |

Slopestyle, Halfpipe
| Zawodnicy         | Konkurencja         | Kwalifikacje | Kwalifikacje | Kwalifikacje | Kwalifikacje | Finał   | Finał   | Finał   | Finał     | Finał   | Źródło        |
| Zawodnicy         | Konkurencja         | Ślizg 1      | Ślizg 2      | Najlepszy    | Miejsce      | Ślizg 1 | Ślizg 2 | Ślizg 3 | Najlepszy | Miejsce | Źródło        |
| ----------------- | ------------------- | ------------ | ------------ | ------------ | ------------ | ------- | ------- | ------- | --------- | ------- | ------------- |
| Andri Ragettli    | slopestyle mężczyzn | 95,00        | 27,40        | 95,00        | 2.           | 85,80   | 73,20   | 65,40   | 85,80     | 7.      | [ 62 ] [ 63 ] |
| Elias Ambühl      | slopestyle mężczyzn | 89,60        | 67,40        | 89,60        | 9.           | 18,80   | 71,60   | 73,20   | 73,20     | 9.      | [ 62 ] [ 63 ] |
| Jonas Hunziker    | slopestyle mężczyzn | 85,80        | 64,80        | 85,80        | 12.          | 5,20    | 66,20   | 46,40   | 66,20     | 10.     | [ 62 ] [ 63 ] |
| Fabian Bösch      | slopestyle mężczyzn | 8,20         | 55,00        | 55,00        | 24.          | NQ      | NQ      | NQ      | NQ        | NQ      | [ 62 ] [ 63 ] |
| Mathilde Gremaud  | slopestyle kobiet   | 85,40        | 71,60        | 85,40        | 5.           | 88,00   | 29,40   | 29,40   | 88,00     | srebro  | [ 64 ]        |
| Sarah Höfflin     | slopestyle kobiet   | 83,00        | 21,20        | 83,00        | 7.           | 83,80   | 27,80   | 91,20   | 91,20     | złoto   | [ 64 ]        |
| Joel Gisler       | halfpipe mężczyzn   | 59,80        | 9,80         | 59,80        | 18.          | NQ      | NQ      | NQ      | NQ        | NQ      | [ 65 ]        |
| Rafael Kreienbühl | halfpipe mężczyzn   | 55,20        | 22,20        | 55,20        | 19.          | NQ      | NQ      | NQ      | NQ        | NQ      | [ 65 ]        |
| Robin Briguet     | halfpipe mężczyzn   | 23,00        | 29,40        | 29,40        | 25.          | NQ      | NQ      | NQ      | NQ        | NQ      | [ 65 ]        |

### Saneczkarstwo
Kobiety
| Zawodnik       | Konkurencja | Ślizg 1 | Ślizg 1 | Ślizg 2 | Ślizg 2 | Ślizg 3 | Ślizg 3 | Ślizg 4 | Ślizg 4 | Łącznie  | Pozycja | Źródło |
| Zawodnik       | Konkurencja | Czas    | Pozycja | Czas    | Pozycja | Czas    | Pozycja | Czas    | Pozycja | Łącznie  | Pozycja | Źródło |
| -------------- | ----------- | ------- | ------- | ------- | ------- | ------- | ------- | ------- | ------- | -------- | ------- | ------ |
| Martina Kocher | Jedynki     | 46,837  | 17.     | 46,657  | 15.     | 46,638  | 11.     | 46,761  | 10.     | 3:06,893 | 11.     | [ 66 ] |

### Skeleton
| Zawodnik         | Konkurencja | Ślizg 1 | Ślizg 1 | Ślizg 2 | Ślizg 2 | Ślizg 3 | Ślizg 3 | Ślizg 4 | Ślizg 4 | Łącznie | Pozycja | Źródło |
| Zawodnik         | Konkurencja | Czas    | Pozycja | Czas    | Pozycja | Czas    | Pozycja | Czas    | Pozycja | Łącznie | Pozycja | Źródło |
| ---------------- | ----------- | ------- | ------- | ------- | ------- | ------- | ------- | ------- | ------- | ------- | ------- | ------ |
| Marina Gilardoni | kobiety     | 52,34   | 10.     | 52,35   | 12.     | 52,28   | 10.     | 52,46   | 13.     | 3:29,43 | 11.     | [ 67 ] |

### Skoki narciarskie
Mężczyźni
| Konkurencja        | Skoczek           | Kwalifikacje | Kwalifikacje | Kwalifikacje | Skok 1    | Skok 1 | Skok 2    | Skok 2 | Nota  | Pozycja | Źródło               |
| Konkurencja        | Skoczek           | odległość    | Nota         | Miejsce      | odległość | Nota   | odległość | Nota   | Nota  | Pozycja | Źródło               |
| ------------------ | ----------------- | ------------ | ------------ | ------------ | --------- | ------ | --------- | ------ | ----- | ------- | -------------------- |
| Simon Ammann       | Skocznia normalna | 102,0        | 122,3        | 10.          | 105,0     | 119,4  | 104,5     | 117,2  | 236,6 | 11.     | [ 68 ] [ 69 ] [ 70 ] |
| Gregor Deschwanden | Skocznia normalna | 89,5         | 92,3         | 43.          | 99,5      | 100,1  | 91,5      | 85,2   | 185,3 | 29.     | [ 68 ] [ 69 ] [ 70 ] |
| Simon Ammann       | Skocznia duża     | 140,0        | 122,6        | 10.          | 133,5     | 131,6  | 130,5     | 125,0  | 256,6 | 13.     | [ 71 ] [ 72 ] [ 73 ] |
| Gregor Deschwanden | Skocznia duża     | 128,0        | 103,5        | 24.          | 123,0     | 105,8  | NQ        | NQ     | 105,8 | 36.     | [ 71 ] [ 72 ] [ 73 ] |

### Snowboarding
Big Air
| Zawodnik        | Konkurencja | Kwalifikacje | Kwalifikacje | Kwalifikacje | Kwalifikacje | Finał      | Finał      | Finał      | Finał  | Finał   | Źródło        |
| Zawodnik        | Konkurencja | Przejazd 1   | Przejazd 2   | wynik        | Miejsce      | Przejazd 1 | Przejazd 2 | Przejazd 3 | wynik  | Pozycja | Źródło        |
| --------------- | ----------- | ------------ | ------------ | ------------ | ------------ | ---------- | ---------- | ---------- | ------ | ------- | ------------- |
| Michael Schärer | mężczyźni   | 87,00        | 44,00        | 87,00        | 5.           | JNS        | 62,25      | 78,50      | 140,75 | 6.      | [ 74 ] [ 75 ] |
| Nicolas Huber   | mężczyźni   | 76,75        | 44,50        | 76,75        | 13.          | NQ         | NQ         | NQ         | NQ     | NQ      | [ 74 ] [ 75 ] |
| Moritz Thönen   | mężczyźni   | DNS          | DNS          | DNS          | DNS          | DNS        | DNS        | DNS        | DNS    | DNS     | [ 74 ] [ 75 ] |
| Jonas Bösiger   | mężczyźni   | 96,00        | 35,25        | 96,00        | 2.           | 77,50      | JNS        | 40,75      | 118,75 | 8.      | [ 74 ] [ 75 ] |
| Sina Candrian   | kobiety     | 31,75        | 86,00        | 86,00        | 8.           | JNS        | 76,25      | 64,00      | 140,25 | 5.      | [ 76 ]        |
| Carla Somaini   | kobiety     | 70,75        | 24,75        | 70,75        | 15.          | NQ         | NQ         | NQ         | NQ     | NQ      | [ 76 ]        |
| Elena Könz      | kobiety     | 62,00        | 65,75        | 65,75        | 18.          | NQ         | NQ         | NQ         | NQ     | NQ      | [ 76 ]        |
| Isabel Derungs  | kobiety     | 54,00        | 59,25        | 59,25        | 22.          | NQ         | NQ         | NQ         | NQ     | NQ      | [ 76 ]        |

| Zawodnik         | Konkurencja         | Kwalifikacje | Kwalifikacje | Kwalifikacje | Kwalifikacje | Finał   | Finał   | Finał   | Finał | Finał   | Źródło        |
| Zawodnik         | Konkurencja         | Zjazd 1      | Zjazd 2      | Wynik        | Miejsce      | Zjazd 1 | Zjazd 2 | Zjazd 3 | wynik | Pozycja | Źródło        |
| ---------------- | ------------------- | ------------ | ------------ | ------------ | ------------ | ------- | ------- | ------- | ----- | ------- | ------------- |
| Jan Scherrer     | halfpipe mężczyzn   | 84,00        | 16,00        | 84,00        | 6.           | 31,25   | 80,50   | 70,75   | 80,50 | 9.      | [ 77 ] [ 78 ] |
| Patrick Burgener | halfpipe mężczyzn   | 82,00        | 50,25        | 82,00        | 9.           | 84,00   | 51,00   | 89,75   | 89,75 | 5.      | [ 77 ] [ 78 ] |
| Elias Allenspach | halfpipe mężczyzn   | 23,75        | 25,50        | 25,50        | 27.          | NQ      | NQ      | NQ      | NQ    | NQ      | [ 77 ] [ 78 ] |
| Verena Rohrer    | halfpipe kobiet     | 16,50        | 55,00        | 55,00        | 14.          | NQ      | NQ      | NQ      | NQ    | NQ      | [ 79 ] [ 80 ] |
| Michael Schärer  | slopestyle mężczyzn | 37,61        | 27,01        | 37,61        | 14.          | NQ      | NQ      | NQ      | NQ    | NQ      | [ 81 ] [ 82 ] |
| Moritz Thönen    | slopestyle mężczyzn | 19,53        | 23,55        | 23,55        | 16.          | NQ      | NQ      | NQ      | NQ    | NQ      | [ 81 ] [ 82 ] |
| Jonas Bösiger    | slopestyle mężczyzn | 18,68        | 58,26        | 58,26        | 9.           | NQ      | NQ      | NQ      | NQ    | NQ      | [ 81 ] [ 82 ] |
| Nicolas Huber    | slopestyle mężczyzn | 34,25        | 36,90        | 36,90        | 16.          | NQ      | NQ      | NQ      | NQ    | NQ      | [ 81 ] [ 82 ] |
| Sina Candrian    | slopestyle kobiet   | N/A          | N/A          | N/A          | N/A          | 66,35   | 39,80   | N/A     | 66,35 | 7.      | [ 83 ]        |
| Elena Könz       | slopestyle kobiet   | N/A          | N/A          | N/A          | N/A          | 17,28   | 59,00   | N/A     | 59,00 | 10.     | [ 83 ]        |
| Isabel Derungs   | slopestyle kobiet   | N/A          | N/A          | N/A          | N/A          | 39,66   | 31,98   | N/A     | 39,66 | 18.     | [ 83 ]        |
| Carla Somaini    | slopestyle kobiet   | N/A          | N/A          | N/A          | N/A          | 36,71   | 23,08   | N/A     | 36,71 | 20.     | [ 83 ]        |

| Konkurencja      | Zawodnik       | Rozstawienie | Rozstawienie | 1/8 finału | Ćwierćfinał | Półfinał | Finał   | Finał   | Źródło               |
| Konkurencja      | Zawodnik       | Czas         | Miejsce      | Pozycja    | Pozycja     | Pozycja  | Pozycja | Miejsce | Źródło               |
| ---------------- | -------------- | ------------ | ------------ | ---------- | ----------- | -------- | ------- | ------- | -------------------- |
| Kalle Koblet     | cross mężczyzn | 1:14,25      | 9.           | 3.         | 5.          | NQ       | NQ      | NQ      | [ 84 ] [ 85 ] [ 86 ] |
| Jérôme Lymann    | cross mężczyzn | 1:14,77      | 21.          | 1.         | 4.          | NQ       | NQ      | NQ      | [ 84 ] [ 85 ] [ 86 ] |
| Simona Meiler    | kobiety        | 1:18,95      | 7.           | N/A        | 6.          | NQ       | NQ      | NQ      | [ 87 ] [ 88 ] [ 89 ] |
| Alexandra Hasler | kobiety        | 1:20,87      | 16.          | N/A        | 5.          | NQ       | NQ      | NQ      | [ 87 ] [ 88 ] [ 89 ] |
| Lara Casanova    | kobiety        | 1:22,26      | 21.          | N/A        | 4.          | NQ       | NQ      | NQ      | [ 87 ] [ 88 ] [ 89 ] |

| Zawodnik        | Konkurencja                | Rozstawienie | Rozstawienie | 1/8 finału         | Ćwierćfinał         | Półfinał        | Finał           | Finał   | Źródło |
| Zawodnik        | Konkurencja                | Czas         | Miejsce      | Przeciwnik Czas    | Przeciwnik Czas     | Przeciwnik Czas | Przeciwnik Czas | Miejsce | Źródło |
| --------------- | -------------------------- | ------------ | ------------ | ------------------ | ------------------- | --------------- | --------------- | ------- | ------ |
| Nevin Galmarini | slalom równoległy mężczyzn | 1:24,78      | 1.           | Mastnak W          | Fischnaller W       | Dufour W        | Lee W           | złoto   | [ 90 ] |
| Kaspar Flütsch  | slalom równoległy mężczyzn | 1:26,26      | 21.          | NQ                 | NQ                  | NQ              | NQ              | NQ      | [ 90 ] |
| Dario Caviezel  | slalom równoległy mężczyzn | 1:26,39      | 22.          | NQ                 | NQ                  | NQ              | NQ              | NQ      | [ 90 ] |
| Julie Zogg      | slalom równoległy kobiet   | 1:32,89      | 7.           | Król W             | Zawarzina P (+1,18) | NQ              | NQ              | NQ      | [ 91 ] |
| Ladina Jenny    | slalom równoległy kobiet   | 1:33,19      | 12.          | Hofmeister P (DNF) | NQ                  | NQ              | NQ              | NQ      | [ 91 ] |
| Patrizia Kummer | slalom równoległy kobiet   | 1:33,59      | 16.          | Ledecká P (+0,71)  | NQ                  | NQ              | NQ              | NQ      | [ 91 ] |
| Stefanie Müller | slalom równoległy kobiet   | 1:35,59      | 23.          | NQ                 | NQ                  | NQ              | NQ              | NQ      | [ 91 ] |